# Шедден-Ральстон, Уильям
Уильям Ралстон Шедден-Ралстон (англ. William Ralston Shedden-Ralston; 4 апреля 1828 — 6 августа 1889) — британский писатель Викторианской эпохи, славист и переводчик.

## Биография
Родился 4 апреля 1828 года в Риджентс-парке, Лондон, в семье Уильяма Патрика Ралстона Шеддена (1794—1880) и Фрэнсис София Браун (1804-). Его мать была третьей дочерью Уильяма Брауна (1762—1833) из Голуэй, Калькутты и Сиднея. Его отец, уроженец Нью-Йорка, сделал свое состояние торговцем в Калькутте прежде чем отправиться домой на площадь Пальмиры в Брайтоне. Уильям Ралстон Шедден-Ралстон провел большую часть своих ранних лет там же. Вместе с тремя или четырьмя другими мальчиками он учился у преподобного Иоанна Хогга из Бриксхэма, Девоншир, пока он не поступил в Тринити-колледж в Кембридже в 1846 году, где изучал юриспруденцию и окончил Кембриджский университет со степенью бакалавра в 1850 году.
В 1852 году отец Уильяма вступил в длительный, но безуспешный судебный процесс по поводу своих прав на поместья Ралстон в Эйршире, Шотландия. Стоимость судебного процесса сказалось на его материальном состоянии. Семья судилась долгие годы. Сестра Уильяма, Аннабелла Жан Ралстон Шеддон (1823—1873), взяла на себя обязательства, и на одном этапе в 1861 году он провел дело перед комитетом Палаты лордов более тридцати дней, пока их отец находился в тюрьме за неоплаченные долги по судебным издержкам, Уильям готовился и был вызван в бар, прежде чем начался судебный процесс его отца, но изменение состояния семьи после первоначального неблагоприятного решения в 1852 году вынудило его искать более безопасную жизнь. Он также принял дополнительную фамилию Шедден.
1 сентября 1853 года Уильям поступил на работу младшим помощником в отделе печатных книг Британского музея, где его рвение и умение завоевали уважение его начальства. Работа началась с необходимых двухлетних копий названий для каталога печатных книг, и после этого он медленно стал подниматься по карьерной лестнице. Когда он увидел потребность в каталогизаци русских книг, он начал изучать русский язык и даже заучивал некоторые страницы словаря наизусть.
В продолжение службы Шедден-Ральстон занимался изучением русского языка и литературы, итогом чего стала вышедшая в 1868 году книга «Крылов и его басни», за которой последовал перевод романа Тургенева «Дворянское гнездо». В 1872 году вышла книга «Песни русского народа», а в 1873 году — «Русские народные сказки», детально прокомментированные им самим. При подготовке этих книг Шедден-Ральстон несколько раз посещал Россию, где завёл множество знакомств в литературных кругах, в частности, хорошо знал Тургенева и Афанасьева (чьи сказки он переводил) и был частым гостем в доме правоведа М. Н. Капустина. Кроме того, Шедден-Ральстон являлся членом-корреспондентом Императорской Академии наук и Императорского Географического общества. Помимо России Шедден-Ральстон также путешествовал по Германии, Бельгии, Швейцарии и Сербии. В 1874 году вышла «История Древней Руси», составленная на основе читанных им лекций в Тейлорском институте в Оксфорде. Писал для журналов «Athenæum», «Saturday Review» и «Nineteenth Century». Кроме того, он приобрёл репутацию умелого рассказчика и часто выступал перед большими аудиториями с чтением рассказов. В 1875 году Шедден-Ральстон вышел в отставку. 
Умер 6 августа 1889 года в Лондоне.